# Домбрувка (Груєцький повіт)
Домбрувка (пол. Dąbrówka) — село в Польщі, у гміні Пневи Груєцького повіту Мазовецького воєводства.
Населення — 148 осіб (2011).
У 1975-1998 роках село належало до Радомського воєводства.

## Демографія
Демографічна структура станом на 31 березня 2011 року:
|          | Загалом | Допрацездатний вік | Працездатний вік | Постпрацездатний вік |
| -------- | ------- | ------------------ | ---------------- | -------------------- |
| Чоловіки | 81      | 18                 | 54               | 9                    |
| Жінки    | 67      | 14                 | 42               | 11                   |
| Разом    | 148     | 32                 | 96               | 20                   |